# Палачолай (Грама Ніладхарі, Еравур-Патту)
Грама Ніладхарі Палачолай (№ 197C) — Грама Ніладхарі підрозділу ОС Еравур-Патту, округ Баттікалоа, Східна провінція, Шрі-Ланка.

## Демографія
| Населення (2007) | Населення (2007) | Населення (2007) | Населення (2007) | Населення (2007) |
| Населення        | Чоловіки         | Жінки            | Діти             | Дорослі          |
| ---------------- | ---------------- | ---------------- | ---------------- | ---------------- |
| 5298             | 2499             | 2799             | 2653             | 2645             |